# یواس‌اس مکنزی (دی‌دی-۶۱۴)
یواس‌اس مکنزی (دی‌دی-۶۱۴) (به انگلیسی: USS MacKenzie (DD-614)) یک کشتی بود که طول آن ۳۴۸ فوت ۴ اینچ (۱۰۶٫۱۷ متر) بود. این کشتی در سال ۱۹۴۲ ساخته شد.